# Seznam japonskih dirkačev
Seznam japonskih dirkačev.

## F
- Hiroshi Fushida

## H
- Masahiro Hasemi
- Naoki Hattori
- Kazuyoshi Hoshino

## I
- Yuji Ide
- Taki Inoue

## K
- Ukyo Katayama
- Masami Kuwashima

## N
- Satoru Nakajima
- Shinji Nakano
- Hideki Noda

## S
- Takuma Sato
- Aguri Suzuki
- Toshio Suzuki

## T
- Toranosuke Takagi
- Noritake Takahara
- Kunimitsu Takahashi

## Y
- Sakon Yamamoto